# Tomáš Uhorčík
Tomáš Uhorčík, znany także jako Martin Mravec (ur. w osadzie Predmier (dziś w granicach Turzovki), zm. 1713 w Liptowskim Mikułaszu) – karpacki zbójnik słowackiego pochodzenia żyjący na przełomie XVII i XVIII wieku, towarzysz Juraja Jánošíka.
Pochodził z Kysuc, ubogiego regionu w północno-zachodniej Słowacji. Ze względu na to, że słynął z gry na gajdach, był często nazywany jako: Gajdoš Uhorčík lub Gajdošík. Jego nazwisko występuje w tekstach polskich w formach: Uhorczyk, Uhorczik, Uchorczyk bądź Uchorczik.
Zajmował się zbójnictwem w latach 1702–1711. Gdy harnasiem zbójów kysuckich został Juraj Jánošík, Uhorčík porzucił życie zbójnika, zmienił imię na Martin Mravec i osiedlił się we wsi Klenovec, gdzie został hajdukiem. Wiosną 1713 roku Jánošík został pojmany w jego domu. Po śmierci Jánošíka, Uhorčík został zdemaskowany. Poddany torturom wyjawił swoje prawdziwe nazwisko. 19 kwietnia został osadzony w sądzie żupnym, a 22 kwietnia zgładzony przez łamanie kołem. Oskarżono go o obrabowanie kaszteli, nakłonienie Jánošíka do zbójowania oraz zagrożenie spokoju publicznego.
O Uhorčíku wspominają niektóre legendy. Niektóre z nich, nawiązując do zdrady Judasza, przypisują mu zdradę Jánošíka.
W Turzovce, w granicach której znajduje się obecnie osada Predmier, znajduje się obelisk upamiętniający postać zbójnika.

## Uhorčík w filmie
- 2009 – Janosik. Prawdziwa historia / Pravdivá história o Jurajovi Jánošíkovi a Tomášovi Uhorčíkovi – słowacko-polsko-czeski film; reżyseria: Agnieszka Holland i Kasia Adamik, Uhorčík: Ivan Martinka.